# Католицизм в Турции

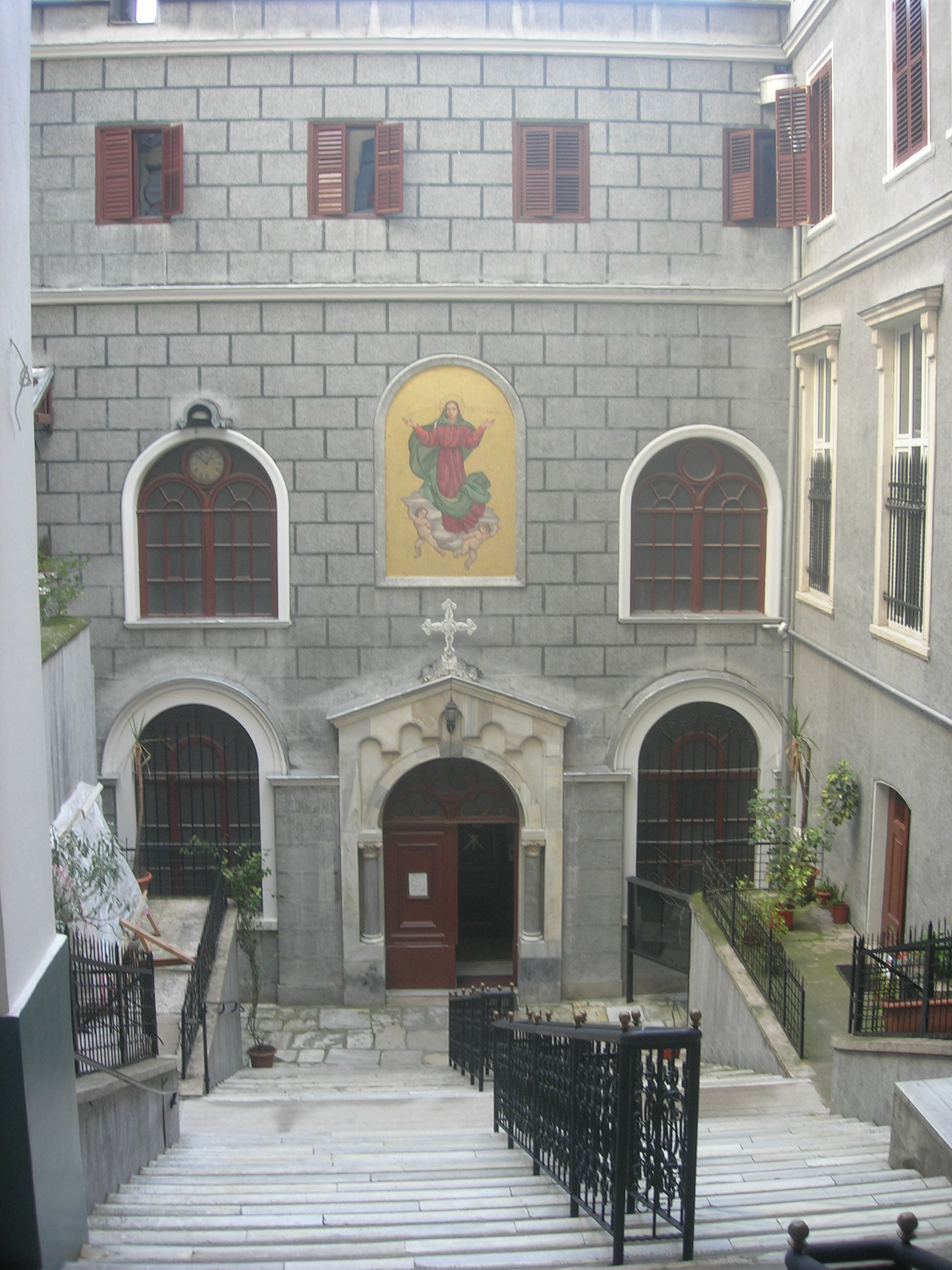
Церковь Святой Марии Драперис — старейший католический храм в Турции

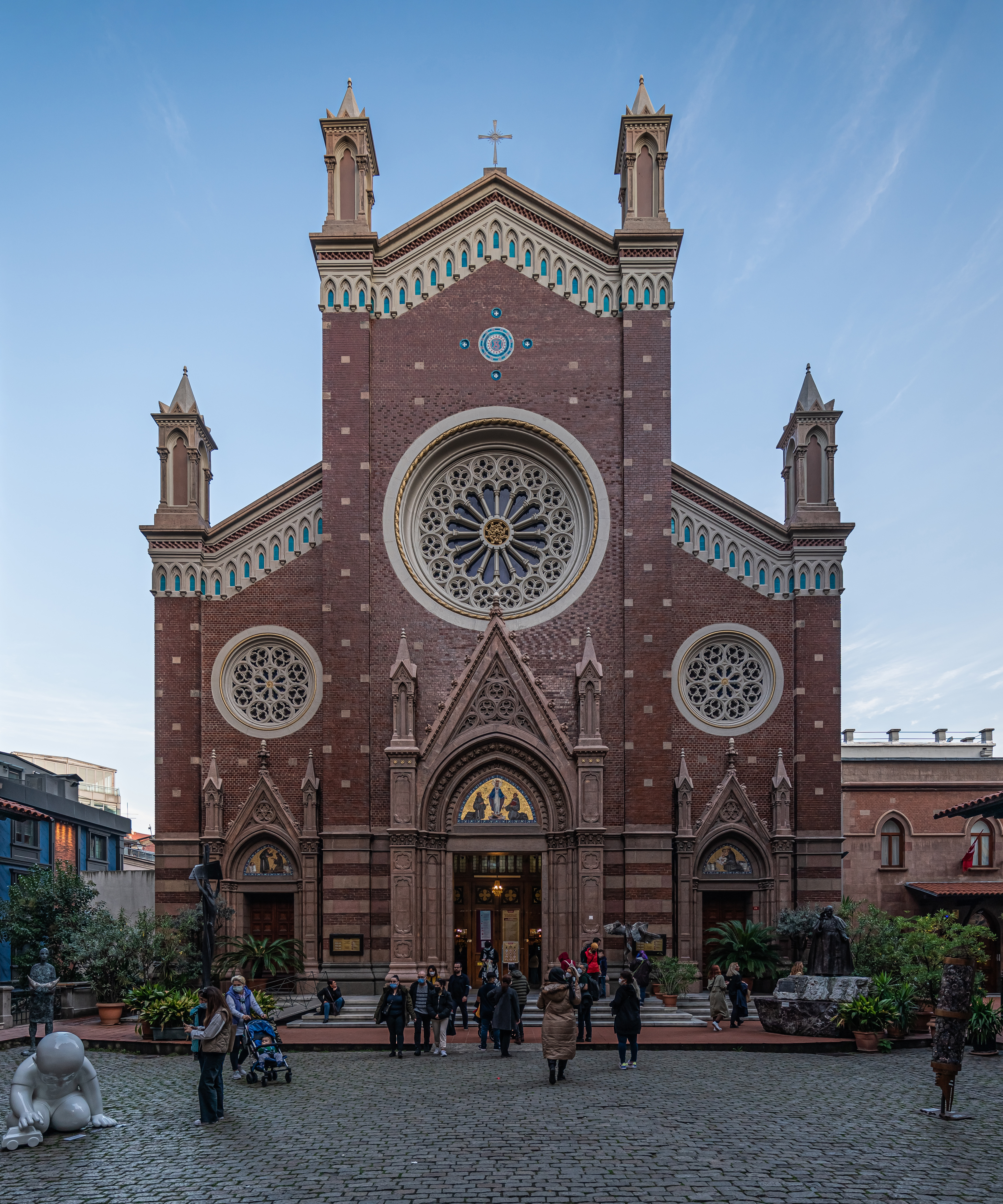
Церковь святого Антония Падуанского в Стамбуле

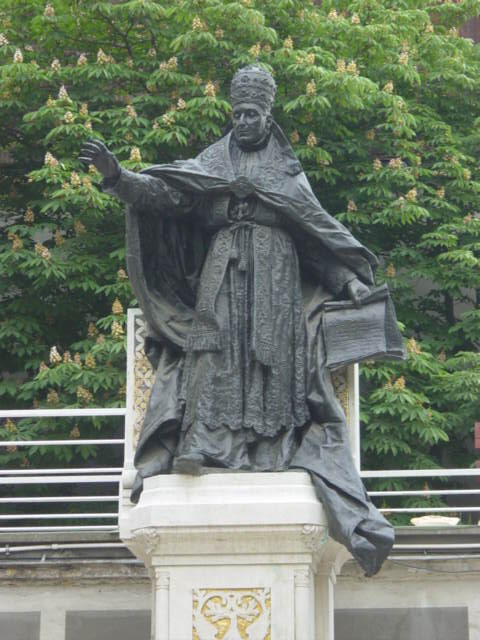
Статуя Римского папы Бенедикта XV возле кафедрального собора в Стамбуле

Католицизм в Турции или Католическая Церковь в Турции является частью всемирной Католической церкви. Численность католиков в Турции составляет около 35 тысяч человек (0,05 % от общей численности населения ). Католицизм в Турции представлен верующими Греческой католической, Римско-католической, Армянской католической, Сирийской католической и Халдейской католической церквей. Католики в Турции проживают в основном в Стамбуле и его окрестностях. Большинство католиков латинского обряда принадлежат к этнической группе левантинцев.

## История
Католицизм на территорию современной Турции стал проникать во время крестовых походов. Законодательство Османской империи характеризовалось терпимым отношением к христианам. До начала XX века на территории сегодняшней Турции действовали 14 епархий Армянской католической церкви, епархии Халдейской католической церкви и общины греков-католиков.
После начала Первой мировой войны султан Мехмед V издал указ, объявляющий христиан «неверными, борющимися против халифата». Притеснения христиан поддерживали также националистическое движение младотурок, которые стремились создать Большую Турцию. История христиан, проживавших в восточной части современной Турции почти прекратилась после Первой мировой войны. В 1915 году в Анатолии начался армянский геноцид, во время которого пострадали и христиане других национальностей. В это время численность католиков, проживавших в Анатолии, значительно снизилась. Если до начала гонений на христиан в 1915 году в Турции проживало до 20 % христиан, то сегодня их численность составляет около 0,2 %.
Законы современной Турции разрешают менять религию. Христианские церкви не имеют в Турции статуса юридического лица, что препятствует им заниматься полноценной деятельностью.
В ноябре 2006 года Римский папа Бенедикт XVI посетил Турцию, а в ноябре 2014 года страну посетил папа Франциск.

## Церковная структура
- Армянская католическая церковь:
  - Константинопольская архиепархия.
- Греческая католическая церковь:
  - Апостольский экзархат Константинополя.
- Римско-Католическая церковь:
  - Апостольский викариат Анатолии;
  - Апостольский викариат Стамбула;
  - Архиепархия Смирны.
- Сирийская католическая церковь:
  - Патриарший экзархат Турции.
- Халдейская католическая церковь:
  - Архиепархия Диярбакыра.

## Источник
- Rodolfo Casadei, Il sangue dell’agnello, Guerini, Milano, 2008. ISBN 978-88-6250-063-0.